# Rosalind (Mond)
Rosalind (auch Uranus XIII) ist der achtinnerste und einer der kleineren der 28 bekannten Monde des Planeten Uranus.

## Entdeckung und Benennung
Rosalind wurde am 13. Januar 1986 von dem Astronomen Stephen P. Synnott zusammen mit Desdemona und Belinda auf fotografischen Aufnahmen der Raumsonde Voyager 2 entdeckt. Die Entdeckung wurde am 16. Januar 1986 von der Internationalen Astronomischen Union (IAU) bekanntgegeben; der Mond erhielt zunächst die vorläufige Bezeichnung S/1986 U 4.
Am 8. Juni 1988 erhielt der Mond den Namen Rosalind. Rosalind ist die Tochter des Herzogs Senior aus William Shakespeares Komödie Wie es euch gefällt. Herzog Senior wird von seinem jüngeren Bruder Friedrich entmachtet und geht in den Ardenner Wald in Verbannung. Als Orlando, der in Rosalind verliebt ist, nach einem gewonnenen Kampf – der von dessen älterem Bruder Oliver eingefädelt wurde – erfährt, dass Herzog Friedrich ihm missgünstig ist, folgt er Senior in die Ardennen. Rosalind wird daraufhin auch von Friedrich verbannt und flieht als Mann „Ganymede“ verkleidet und begleitet von der mit ihr befreundeten Celia, der Tochter Friedrichs, ebenfalls in die Ardennen. Sie trifft Orlando, der Rosalind als verloren glaubt und Liebesgedichte schreibt, gibt sich jedoch nicht zu erkennen, um Orlandos über seine wahren Gefühle zu ihr zu befragen; sie erklärt, ihn von seinem Liebeskummer zu kurieren, wenn Orlando Ganymede so umwerbe, als handele es sich um Rosalind, womit dieser einverstanden ist. Nachdem Oliver, der von Friedrich geschickt worden war, von Orlando gerettet worden war und Oliver sich in Celia verliebt hatte, offenbarte sie Orlando bei deren Hochzeit ihre wahre Identität.
Alle Monde des Uranus sind nach Figuren von Shakespeare oder Alexander Pope benannt. Die ersten vier entdeckten Uranusmonde (Oberon, Titania, Ariel, Umbriel) wurden nach Vorschlägen von John Herschel, dem Sohn des Uranus-Entdeckers Wilhelm Herschel, benannt. Später wurde die Tradition der Namensgebung beibehalten.

## Bahneigenschaften

### Umlaufbahn

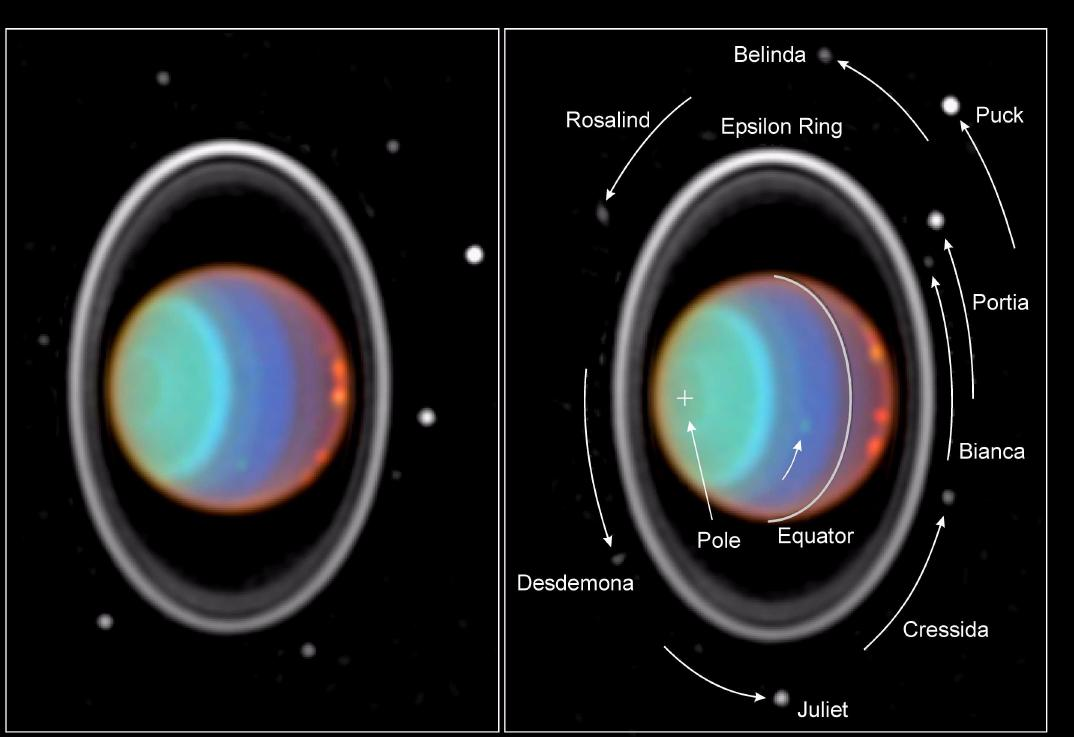
Hubble-Bild von der Portia-Gruppe und von Puck

Rosalind umkreist Uranus auf einer prograden, fast perfekt kreisförmigen Umlaufbahn in einem mittleren Abstand von rund 69.927 km von dessen Zentrum. Die Bahnexzentrizität beträgt 0,00011, die Bahn ist 0,279° gegenüber dem Äquator von Uranus geneigt.
Rosalind ist der sechstinnerste der Portia-Gruppe, zu der auch Bianca, Cressida, Desdemona, Juliet, Portia, Cupid, Belinda und Perdita gehören. Diese Monde haben ähnliche Umlaufbahnen und ähnliche spektrale Eigenschaften.
Die Umlaufbahn des nächstinneren Mondes Portia ist im Mittel 3.830 km von Rosalinds Orbit entfernt, die des nächstäußeren Mondes Cupid 4.465 km. Rosalind befindet sich nahe einer 8:7-Bahnresonanz mit Perdita.
Rosalind befindet sich inmitten zweier Uranusringe, ihre Umlaufbahn liegt fast genau auf der Außenkante des inneren ν (Ny)-Staubringes, während die mittlere Entfernung zur Innenkante des äußeren μ (My)-Staubringes etwa 16.000 km beträgt.
Rosalind umläuft Uranus in 13 Stunden und 24 Minuten. Da dies schneller ist als die Rotation des Uranus, geht Rosalind vom Uranus aus gesehen im Westen auf und im Osten unter. Rosalind benötigt für einen vollen scheinbaren Umlauf aus Sicht eines fiktiven Beobachters auf Uranus nahezu 3,5 Uranus-Tage und steht nach zwei Umläufen (mit 6,99 Uranus-Tagen, einer „Uranus-Woche“) fast am selben Ort am Uranushimmel, etwa 1° weiter westlich.

## Physikalische Eigenschaften
Rosalind hat einen mittleren Durchmesser von 72 km. Es ist davon auszugehen, dass Rosalind keine kugelrunde Form besitzt; dies konnte jedoch auf den Bildern der Voyager-2-Sonde nicht ermittelt werden.
Ihre mittlere Dichte ist mit 1,3 g/cm3 deutlich geringer als die Dichte der Erde und weist darauf hin, dass der Mond überwiegend aus Wassereis zusammengesetzt ist.
Sie weist eine sehr geringe Albedo von 0,07 auf, d. h., 7 % des eingestrahlten Sonnenlichts werden von der Oberfläche reflektiert. Sie ist damit ein sehr dunkler Himmelskörper.
An ihrer Oberfläche beträgt die Schwerebeschleunigung 0,013 m/s2, dies entspricht etwa 1 ‰ der irdischen.